# Kleinbahn Culmsee–Melno
| Streckenlänge: | 45,304 km            |                                            |                    |
| Spurweite: | 1435 mm (Normalspur) |                                            |                    |
| |                      |                                            |                    |
| \| \| \| von Thorn \| \| \| \| \| von Schönsee \| \| \| \| 0,000 \| Culmsee/Kulmsee (Chełmża) \| 91 m \| \| \| \| nach Bromberg \| \| \| \| \| nach Graudenz \| \| \| \| 3,602 \| Bildschön (Bielczyny) \| 90 m \| \| \| 6,342 \| Hermannsdorf (Skąpe Chełmżańskie) \| 103 m \| \| \| 8,802 \| Dreilinden (Dziemiony) \| 99 m \| \| \| 11,211 \| Falkenstein (Kr Thorn) (Grzegórz Toruński) \| 102 m \| \| \| 13,030 \| Seglein (Zelgno) \| 100 m \| \| \| 14,938 \| Wenzlau (Świętosław Pomorski) \| 105 m \| \| \| 16,886 \| Botten (Bocień) \| 97 m \| \| \| 18,814 \| Orlowo/Arnau (Orłowo) \| 97 m \| \| \| 22,759 \| Pfeilsdorf (Płużnica) \| 95 m \| \| \| 26,575 \| Villisaß/Welsas (Wieldządz) \| 106 m \| \| \| \| Anschluss Goryń \| \| \| \| 30,232 \| Mgowo/Logendorf (Mgowo Pomorskie) \| 118 m \| \| \| 34,539 \| Debenz (Dębiniec) \| 107 m \| \| \| 40,220 \| Rehden (Radzyń Chełmiński) \| 92 m \| \| \| 42,020 \| Kressau (Zakrzewo Pomorskie) \| 102 m \| \| \| \| von Graudenz \| \| \| \| 45,304 \| Melno/Melden (Mełno) \| 90 m \| \| \| \| \| \| \| \| \| nach Goßlershausen \| \| |                      |                                            |                    |
| Strecke |                      | von Thorn                                  | von Thorn          |
| Abzweig geradeaus und ehemals von rechts |                      | von Schönsee                               | von Schönsee       |
| Bahnhof | 0,000                | Culmsee/Kulmsee (Chełmża)                  | 91 m               |
| Abzweig geradeaus und nach links |                      | nach Bromberg                              | nach Bromberg      |
| Abzweig ehemals geradeaus und nach links |                      | nach Graudenz                              | nach Graudenz      |
| Bahnhof (Strecke außer Betrieb) | 3,602                | Bildschön (Bielczyny)                      | 90 m               |
| Bahnhof (Strecke außer Betrieb) | 6,342                | Hermannsdorf (Skąpe Chełmżańskie)          | 103 m              |
| Bahnhof (Strecke außer Betrieb) | 8,802                | Dreilinden (Dziemiony)                     | 99 m               |
| Bahnhof (Strecke außer Betrieb) | 11,211               | Falkenstein (Kr Thorn) (Grzegórz Toruński) | 102 m              |
| Bahnhof (Strecke außer Betrieb) | 13,030               | Seglein (Zelgno)                           | 100 m              |
| Bahnhof (Strecke außer Betrieb) | 14,938               | Wenzlau (Świętosław Pomorski)              | 105 m              |
| Bahnhof (Strecke außer Betrieb) | 16,886               | Botten (Bocień)                            | 97 m               |
| Bahnhof (Strecke außer Betrieb) | 18,814               | Orlowo/Arnau (Orłowo)                      | 97 m               |
| Bahnhof (Strecke außer Betrieb) | 22,759               | Pfeilsdorf (Płużnica)                      | 95 m               |
| Bahnhof (Strecke außer Betrieb) | 26,575               | Villisaß/Welsas (Wieldządz)                | 106 m              |
| Abzweig geradeaus und nach links (Strecke außer Betrieb) |                      | Anschluss Goryń                            | Anschluss Goryń    |
| Bahnhof (Strecke außer Betrieb) | 30,232               | Mgowo/Logendorf (Mgowo Pomorskie)          | 118 m              |
| Bahnhof (Strecke außer Betrieb) | 34,539               | Debenz (Dębiniec)                          | 107 m              |
| Bahnhof (Strecke außer Betrieb) | 40,220               | Rehden (Radzyń Chełmiński)                 | 92 m               |
| Bahnhof (Strecke außer Betrieb) | 42,020               | Kressau (Zakrzewo Pomorskie)               | 102 m              |
| Strecke (außer Betrieb) · Strecke von links |                      | von Graudenz                               | von Graudenz       |
| Bahnhof (Strecke außer Betrieb) · Bahnhof | 45,304               | Melno/Melden (Mełno)                       | 90 m               |
| Abzweig ehemals geradeaus und von links · Strecke nach rechts |                      |                                            |                    |
| Strecke |                      | nach Goßlershausen                         | nach Goßlershausen |

Die Kleinbahn Culmsee–Melno verband mit ihrer normalspurigen Strecke die frühere Bischofsstadt Culmsee/Chełmża in der ehemaligen preußischen Provinz Westpreußen mit der Station Melno/Mełno an der Bahnstrecke Graudenz–Goßlershausen der Preußischen Ostbahn.

## Geschichte
Im „Culmerland“ zwischen den an der Weichsel gelegenen Städten Graudenz und Thorn war zwar 1882 die Staatsbahnstrecke Graudenz–Culmsee eröffnet worden, jedoch blieb noch eine Lücke bis zu der weiter östlich gelegenen Hauptbahn Thorn–Jablonowo (ab 1903 Goßlershausen). Diese Lücke sollte durch eine Kleinbahn geschlossen werden. Weil aber die Gegend zu drei verschiedenen Landkreisen gehörte, lag es nahe, eine Aktiengesellschaft für diese Bahn zu gründen. Zu ihren Gründern gehörten am 28. Juni 1900 außer dem Königreich Preußen und der Provinz Westpreußen die Kreise Briesen, Graudenz, Kulm und Thorn und schließlich die Ostdeutsche Eisenbahn-Gesellschaft, die auch bis etwa 1920 den Betrieb führte.
Schon ein Jahr später wurde am 30. September 1901 die normalspurige Kleinbahn Culmsee–Melno mit einer Länge von 45,5 Kilometern eröffnet. Betriebsmittelpunkt war der Bahnhof Pfeilsdorf (pol. Płużnica) in der Mitte der Strecke, wo die beiden Züge eingesetzt wurden, die jeden Streckenabschnitt täglich viermal bedienten.
Der Fahrzeugbestand wurde 1914 mit vier Dampflokomotiven, sieben Personen- und zwei Pack/Postwagen sowie 54 Güter- und 3 Spezialwagen angegeben.
Nach dem Ende des Ersten Weltkrieges übernahm die Polnische Staatsbahn die Betriebsführung der Kleinbahn. Auch während des Zweiten Weltkriegs blieb sie im Staatsbetrieb.
Der Personenverkehr wurde 1982 eingestellt, 1991 wurde die Strecke stillgelegt.